# Orizaba (miasto)
Orizabaⓘ – miasto we wschodnim Meksyku, w centralnej części stanu Veracruz, u podnóży wulkanu Orizaba, na wysokości 1250 metrów. Około 121 tys. mieszkańców. Miasto leży w miejscu, gdzie Rio Blanco łączy się ze swoimi dopływami. Sama nazwa Orizaba pochodzi od hiszpańskiej wymowy słów w języku Nahuatl Ahuilizapan [āwil-lis-ā-pan] oznaczającego miejsce grającej wody.

## Gmina Orizaba
Miasto jest siedzibą władz gminy o tej samej nazwie. Gmina położona jest w dolinie u podnóża najwyższej góry Meksyku – Pico de Orizaba. Powierzchnia gminy wynosi niespełna 28km².

## Gospodarka
W mieście rozwinął się przemysł bawełniany, spożywczy, cementowy oraz papierniczy.

## Przypisy

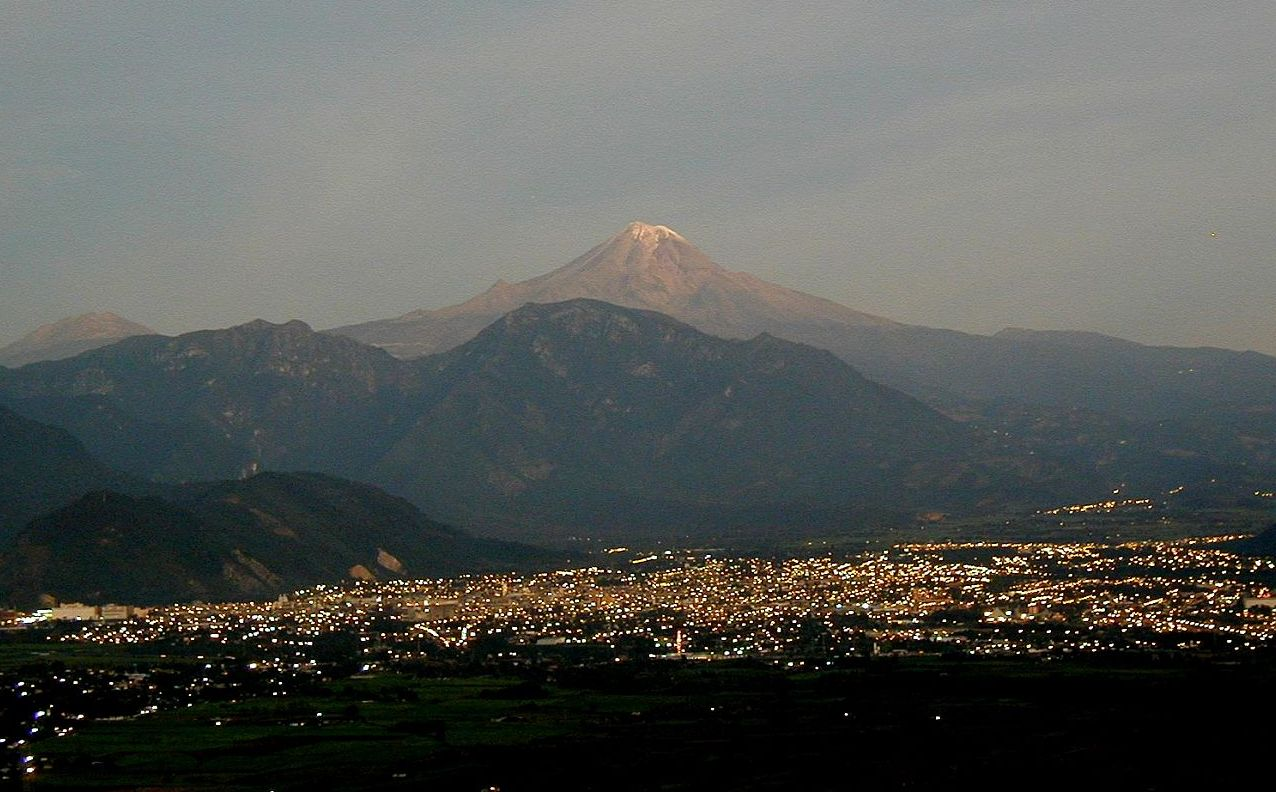
Widok na miasto i wulkan Pico de Orizaba o zmierzchu

## Współpraca
Portsmouth